# Saison 2006-2007 des Girondins de Bordeaux
Maillots
Chronologie
Saison précédente Saison suivante
Cet article relate la saison 2006-2007 des Girondins de Bordeaux. Cette année, le club était engagé dans quatre compétitions : le Championnat de France, la Coupe de France, la Coupe de la ligue dont ils étaient exempts des 16e de finale et qu'il remportera ensuite. Enfin, grâce à leur seconde place dans le précédent championnat, ils accèdent à la Ligue des Champions, ils seront ensuite reversés en Coupe de l'UEFA.

## Effectif professionnel
| N° | Nom                     | Poste     | Naissance         | Nationalité sportive | Sélection            | Contrat actuel           | Dernier club                  |
| 1  | Kevin Olimpa            | Gardien   | 10 mars 1988      | France               | -                    | Stagiaire pro            | Formé au club                 |
| 2  | Paul Baysse             | Défenseur | 15 mai 1988       | France               | France -18           | Juin 2006 - Juin 2009    | Formé au club                 |
| 3  | Henrique                | Défenseur | 2 mai 1983        | Brésil               | -                    | Juin 2005 - Juin 2009    | CR Flamengo                   |
| 5  | Fernando                | Milieu    | 3 mai 1981        | Brésil / Italie      | -                    | Juin 2005 - Juin 2009    | Catania                       |
| 6  | Franck Jurietti         | Défenseur | 30 avril 1975     | France               | France A             | Juin 2003 - Juin 2009    | AS Monaco                     |
| 7  | Fernando Cavenaghi      | Attaquant | 21 septembre 1983 | Argentine / Italie   | Argentine A          | Janvier 2007 - Juin 2010 | Spartak Moscou                |
| 8  | Alejandro Alonso        | Milieu    | 3 mars 1982       | Argentine / Espagne  | -                    | Juin 2005 - Juin 2009    | Atlético Huracan              |
| 9  | Jean-Claude Darcheville | Attaquant | 25 juillet 1975   | France               | -                    | Juin 2002 - Juin 2007    | FC Lorient                    |
| 10 | Juan-Pablo Francia      | Milieu    | 3 décembre 1984   | Argentine / Italie   | -                    | Juin 2001 - Juin 2009    | Formé au club                 |
| 11 | Vladimír Šmicer         | Milieu    | 24 mai 1973       | République tchèque   | République tchèque A | Juin 2005-Juin 2007      | Liverpool FC                  |
| 12 | Edixon Perea            | Attaquant | 20 avril 1984     | Colombie             | Colombie A           | Juin 2005 - Juin 2008    |                               |
| 13 | David Jemmali           | Défenseur | 13 décembre 1974  | Tunisie              | Tunisie A            | Juin 1997 - Juin 2008    | AS Cannes                     |
| 14 | Johan Micoud            | Milieu    | 24 juillet 1973   | France               | France A             | Juin 2006 - Juin 2008    | Werder Brême                  |
| 15 | Jussiê                  | Attaquant | 19 septembre 1983 | Brésil               | -                    | Janvier 2007 - Juin 2011 | RC Lens                       |
| 16 | Ulrich Ramé             | Gardien   | 19 septembre 1972 | France               | France A             | Juin 1997 - Juin 2009    | SCO Angers                    |
| 17 | Wendel                  | Milieu    | 8 avril 1982      | Brésil               | -                    | Aout 2006 - Juin 2010    | Santos                        |
| 18 | Julien Faubert          | Défenseur | 1er août 1983     | France               | France A             | Juin 2004 - Juin 2008    | AS Cannes                     |
| 19 | Pierre Ducasse          | Milieu    | 7 mai 1987        | France               | France Espoirs       | Juin 2005 - Juin 2011    | Formé au club                 |
| 20 | Stéphane Dalmat         | Milieu    | 16 février 1979   | France               | -                    | Juin 2006 - Juin 2007    | Libre                         |
| 21 | Joseph Enakarhire       | Défenseur | 6 novembre 1982   | Nigeria              | Nigeria A            | Prêt avec option d'achat | Dynamo Moscou                 |
| 23 | Florian Marange         | Défenseur | 3 mars 1986       | France               | France Espoirs       | Juin 2004 - Juin 2009    | Formé au club                 |
| 24 | Rio Mavuba              | Milieu    | 8 mars 1984       | France               | France A             | Juin 2003 - Juin 2007    | Formé au club                 |
| 25 | Gérald Cid              | Défenseur | 17 février 1983   | France               | -                    | Juin 2003 - Juin 2008    | Formé au club (prêt à Istres) |
| 26 | Gabriel Obertan         | Attaquant | 26 février 1989   | France               | France -19           | Juin 2006 - Juin 2009    | Formé au club                 |
| 27 | Marc Planus             | Défenseur | 7 mars 1982       | France               | France Espoirs       | Juin 2001 - Juin 2011    | Formé au club                 |
| 28 | Benoît Trémoulinas      | Défenseur | 28 décembre 1985  | France               | -                    | Juin 2006 - Juin 2010    | Formé au club                 |
| 29 | Marouane Chamakh        | Attaquant | 10 janvier 1984   | Maroc                | Maroc A              | Juin 2002 - Juin 2009    | Formé au club                 |
| 30 | Mathieu Valverde        | Gardien   | 14 mai 1983       | France               | France Espoirs       | Juin 2003 - Juin 2010    | Formé au club                 |

## Staff technique
- Éric Bedouet, entraîneur[2]
- Ricardo, manager général
- Patrick Colleter, entraîneur adjoint
- Dominique Dropsy, entraîneur des gardiens

## Dirigeants
- Jean-Louis Triaud, président
- Charles Camporro, directeur sportif
- Nicolas de Tavernost, actionnaire principal
- Michel Pavon, responsable recrutement
- Patrick Battiston et Marius Trésor, responsables du centre de formation

## Transferts

### Été 2006
| Nom                | Nationalité | Transfert                | Provenance/Destination | Division       |
| Arrivées           |             |                          |                        |                |
| Stéphane Dalmat    | France      | Achat (1 an)             | Racing Santander       | Liga           |
| Johan Micoud       | France      | Achat (2 ans)            | Werder Brême           | Bundesliga     |
| Wendel             | Brésil      | Achat (4 ans)            | Santos                 | D1 brésilienne |
|                    |             |                          |                        |                |
| Signatures pros    |             |                          |                        |                |
| Gabriel Obertan    | France      | 1er contrat pro          | Réserve FCGB           | CFA            |
| Benoît Trémoulinas | France      | 1er contrat pro          | Réserve FCGB           | CFA            |
| Romain Brégerie    | France      | 1ercontrat pro           | Réserve FCGB           | CFA            |
| Mamadou Baldé      | Sénégal     | 1er contrat pro          | Réserve FCGB           | CFA            |
| Paul Baysse        | France      | 1er contrat pro          | Réserve FCGB           | CFA            |
| Kevin Olimpa       | France      | Stagiaire pro            | Réserve FCGB           | CFA            |
|                    |             |                          |                        |                |
| Prêts              |             |                          |                        |                |
| Joseph Enakarhire  | Nigeria     | Prêt avec option d'achat | Dynamo Moscou          | D1 Russe       |
| Retours de prêt    |             |                          |                        |                |
| Renaud Cohade      | France      | Retour de prêt           | FC Sète                | Ligue 2        |
| Gérald Cid         | France      | Retour de prêt           | FC Istres              | Ligue 2        |
| Départs            |             |                          |                        |                |
| Renaud Cohade      | France      | Transfert                | RC Strasbourg          | Ligue 2        |
| Prêts              |             |                          |                        |                |
| Ted Lavie          | France      | Prêt sans option d'achat | FC Gueugnon            | Ligue 2        |
| Boubacar Kébé      | France      | Prêt sans option d'achat | Football Club Libourne | Ligue 2        |
| Romain Brégerie    | France      | Prêt sans option d'achat | FC Sète                | National       |
| Mamadou Baldé      | Sénégal     | Prêt sans option d'achat | Legia Varsovie         | D1 Polonaise   |
| Beto               | Portugal    | Prêt avec option d'achat | Recreativo de Huelva   | Liga           |
| Retours de prêt    |             |                          |                        |                |
| Aucun              |             |                          |                        |                |

### Hiver 2006-2007
Pendant le mercato d'hiver, les Girondins auront enregistré l'arrivée de deux recrues : Fernando Cavenaghi en provenance du Spartak Moscou et qui s'est engagé pour 4 ans et demi avec le RC Lens Jussiê qui lui arrive sous forme de prêt avec option d'achat. Cette option d'achat sera levée à la fin du championnat et le brésilien s'engagera définitivement avec Bordeaux.
Côté départs, Lilian Laslandes, joueur emblématique du club s'en va pour l'OGC Nice.

## Les rencontres de la saison

### Matchs amicaux
Pour les matchs amicaux de préparation à la saison, Ricardo avait prévu des rencontres de calibres européennes. Les Girondins qui auront connu 3 défaites en 5 matchs auront montré une image inquiétante.
| Date            | Adversaire             | Lieu                  | Score | Buteurs         | Public  |
| --------------- | ---------------------- | --------------------- | ----- | --------------- | ------- |
| 6 juillet 2006  | Football Club Libourne | Lacanau (33)          | 2-0   | Perea - Obertan | 2000    |
| 13 juillet 2006 | Tottenham Hotspur      | Albertville (73)      | 1-2   | Micoud          | 2000    |
| 22 juillet 2006 | Benfica                | Lisbonne (Portugal)   | 2-0   |                 | 33 260  |
| 25 juillet 2006 | Schalke 04             | Baunatal (Allemagne)  | 3-1   | Darcheville     | 5000    |
| 28 juillet 2006 | Werder Brême           | Oldenburg (Allemagne) | 1-0   | Micoud          | Inconnu |

### Ligue 1
Le parcours des Girondins de Bordeaux en championnat aura été en demi-teinte : ils ont connu une première partie très difficile mais finissent malgré tout 8e à l'hiver. Après la trêve hivernal, l'équipe revient avec de meilleures intentions et parvient à retourner sur le podium en se hissant à la 2e place, cependant, le club au scapulaire s'écroulera une fois de plus en fin de saison et finira à la 6e place.
| Date              | Journée | Adversaire             | Lieu | Score | Buteurs                       | Class. | Public |
| ----------------- | ------- | ---------------------- | ---- | ----- | ----------------------------- | ------ | ------ |
| 5 août 2006       | J01     | Toulouse FC            | Dom. | 2-0   | Chamakh - Faubert             | ??     | 30 186 |
| 12 août 2006      | J02     | FC Lorient             | Ext. | 0-1   | Micoud                        | ??     | 15 000 |
| 20 août 2006      | J03     | Olympique lyonnais     | Dom. | 1-2   | Faubert                       | ??     | 32 008 |
| 26 août 2006      | J04     | Lille OSC              | Ext. | 3-0   | -                             | ??     | 15 003 |
| 9 septembre 2006  | J05     | OGC Nice               | Dom. | 3-2   | Darcheville (X2) - Wendel     | ??     | 20 178 |
| 17 septembre 2006 | J06     | Olympique de Marseille | Ext. | 2-1   | Chamakh (sp)                  | ??     | 55 000 |
| 23 septembre 2006 | J07     | ES Troyes AC           | Dom. | 2-1   | Darcheville - Wendel          | ??     | 18 623 |
| 30 septembre 2006 | J08     | Valenciennes FC        | Ext. | 2-0   | -                             | ??     | 15 040 |
| 14 octobre 2006   | J09     | AS Monaco              | Dom. | 1-0   | Perea                         | ??     | 23 135 |
| 21 octobre 2006   | J10     | FC Sochaux             | Ext. | 2-1   | Ducasse (sp)                  | ??     | 13 500 |
| 28 octobre 2006   | J11     | CS Sedan-Ardennes      | Dom. | 3-1   | Wendel - Micoud - Darcheville | ??     | 20 830 |
| 5 novembre 2006   | J12     | AS Nancy-Lorraine      | Ext. | 2-1   | Darcheville                   | ??     | 18 041 |
| 11 novembre 2006  | J13     | AJ Auxerre             | Dom. | 0-0   | -                             | ??     | 22 025 |
| 18 novembre 2006  | J14     | Paris SG               | Ext. | 0-2   | Wendel - Laslandes            | ??     | 38 394 |
| 25 novembre 2006  | J15     | AS Saint-Étienne       | Dom. | 1-0   | Alonso                        | ??     | 29 702 |
| 2 décembre 2006   | J16     | RC Lens                | Ext. | 3-0   | -                             | ??     | 30 279 |
| 9 décembre 2006   | J17     | Stade rennais          | Dom. | 1-2   | Darcheville                   | ??     | 21 929 |
| 16 décembre 2006  | J18     | FC Nantes              | Ext. | 0-0   | -                             | ??     | 26 490 |
| 23 décembre 2006  | J19     | Le Mans UC             | Dom. | 1-0   | Cid                           | 8e     | 20 392 |
| 13 janvier 2007   | J20     | FC Lorient             | Dom. | 1-1   | Chamakh                       | ??     | 19 809 |
| 24 janvier 2007   | J21     | Olympique lyonnais     | Ext. | 1-2   | Francia (sp) - Micoud         | ??     | 42 200 |
| 27 janvier 2007   | J22     | Lille OSC              | Dom. | 0-1   | -                             | ??     | 23 453 |
| 3 février 2007    | J23     | OGC Nice               | Ext. | 2-1   | Micoud                        | ??     | 10 898 |
| 11 février 2007   | J24     | Olympique de Marseille | Dom. | 1-0   | Faubert                       | ??     | 32 200 |
| 17 février 2007   | J25     | ES Troyes AC           | Ext. | 1-0   | -                             | ??     | 10 401 |
| 25 février 2007   | J26     | Valenciennes FC        | Dom. | 2-1   | Fernando (sp) - Jussiê        | ??     | 22 371 |
| 3 mars 2007       | J27     | AS Monaco              | Ext. | 0-0   | -                             | ??     | 11 456 |
| 10 mars 2007      | J28     | FC Sochaux             | Dom. | 2-0   | Micoud - Cavenaghi            | ??     | 25 128 |
| 17 mars 2007      | J29     | CS Sedan-Ardennes      | Ext. | 1-1   | Darcheville                   | ??     | 16 994 |
| 18 avril 2007     | J30     | AS Nancy-Lorraine      | Dom. | 3-0   | Chamakh (X2) - Cavenaghi      | ??     | 21 732 |
| 7 avril 2007      | J31     | AJ Auxerre             | Ext. | 0-0   | -                             | ??     | 14 547 |
| 14 avril 2007     | J32     | Paris SG               | Dom. | 0-0   | -                             | ??     | 31 731 |
| 22 avril 2007     | J33     | AS Saint-Étienne       | Ext. | 0-2   | Fernando - Obertan            | ??     | 27 851 |
| 29 avril 2007     | J34     | RC Lens                | Dom. | 1-0   | Jussiê                        | ??     | 32 253 |
| 5 mai 2007        | J35     | Stade rennais          | Ext. | 0-0   | -                             | ??     | 28 368 |
| 9 mai 2007        | J36     | FC Nantes              | Dom. | 0-1   | -                             | ??     | 27 432 |
| 19 mai 2007       | J37     | Le Mans UC             | Ext. | 1-1   | Perea                         | ??     | 14 072 |
| 26 mai 2007       | J38     | Toulouse FC            | Ext. | 3-1   | Wendel                        | 6e     | 32 008 |

### Coupe de la Ligue
| Date             | Tour | Adversaire       | Lieu | Score         | Buteurs               | Public |
| ---------------- | ---- | ---------------- | ---- | ------------- | --------------------- | ------ |
| 24 octobre 2006  | 1/8e | AJ Auxerre       | Ext. | 0-1           | Darcheville           | 10 000 |
| 19 décembre 2006 | 1/4  | AS Saint-Étienne | Dom. | 0-0 (1-0, ap) | Fernando              | 14 235 |
| 16 janvier 2007  | 1/2  | Stade de Reims   | Ext. | 1-2           | Marange - Darcheville | 9 236  |

Finale :
| Titulaires : |  |
| |  |
| 30 Rémy Vercoutre · 2 François Clerc · 3 Cris · 20 Éric Abidal · 29 Sébastien Squillaci · 8 Juninho (c) 68e · 10 Florent Malouda · 21 Tiago 91e · 28 Jérémy Toulalan · 11 Fred · 14 Sidney Govou · |  |
| Remplaçants : |  |
| Kim Källström 68e · Sylvain Wiltord 91e · |  |
| Entraîneur : |  |
| Gérard Houllier |  |

| Titulaires : |  |
| |  |
| 16 Ulrich Ramé (c) · 3 Henrique · 6 Franck Jurietti · 18 Julien Faubert · 27 Marc Planus · 5 Fernando · 14 Johan Micoud · 17 Wendel 67e · 24 Rio Mavuba · 9 Jean-Claude Darcheville · 29 Marouane Chamakh 46e · |  |
| Remplaçants : |  |
| Florian Marange 46e · Jussiê 67e · |  |
| Entraîneur : |  |
| Ricardo |  |

| Titulaires : |  |
| |  |
| 30 Rémy Vercoutre · 2 François Clerc · 3 Cris · 20 Éric Abidal · 29 Sébastien Squillaci · 8 Juninho (c) 68e · 10 Florent Malouda · 21 Tiago 91e · 28 Jérémy Toulalan · 11 Fred · 14 Sidney Govou · |  |
| Remplaçants : |  |
| Kim Källström 68e · Sylvain Wiltord 91e · |  |
| Entraîneur : |  |
| Gérard Houllier |  |

| Titulaires : |  |
| |  |
| 16 Ulrich Ramé (c) · 3 Henrique · 6 Franck Jurietti · 18 Julien Faubert · 27 Marc Planus · 5 Fernando · 14 Johan Micoud · 17 Wendel 67e · 24 Rio Mavuba · 9 Jean-Claude Darcheville · 29 Marouane Chamakh 46e · |  |
| Remplaçants : |  |
| Florian Marange 46e · Jussiê 67e · |  |
| Entraîneur : |  |
| Ricardo |  |

### Coupe de France
Souvent accrochés, les Girondins n'ont pas pu faire mieux que les huitièmes de finale, ils se sont fait éliminer par la modeste équipe de CFA, le FC Montceau les Mines.
| Date            | Tour  | Adversaire            | Lieu | Score          | Buteurs            | Public |
| --------------- | ----- | --------------------- | ---- | -------------- | ------------------ | ------ |
| 6 janvier 2007  | 1/32e | SC Bastia             | Dom. | 2-0            | Chamakh X2         | 7 783  |
| 20 janvier 2007 | 1/16e | Chamois niortais      | Dom. | 3-3 (5-4, TAB) | Francia X2 - Perea | 10 220 |
| 31 janvier 2008 | 1/8e  | FC Montceau Bourgogne | Ext. | 2-2 (5-4, TAB) | Perea - Wendel     | 8 128  |

### Ligue des Champions
Qualifié en Ligue des Champions grâce à leur 2e place lors du précédent championnat, les Girondins connaissent un parcours difficile qui se conclura par une 3e place synonyme de qualification pour l'UEFA.
| Date              | Tour                         | Adversaire    | Lieu | Score | Buteurs                        | Class. | Public |
| ----------------- | ---------------------------- | ------------- | ---- | ----- | ------------------------------ | ------ | ------ |
| 12 septembre 2007 | Phase de poules, 1re journée | Galatasaray   | Ext. | 0 - 0 | -                              | 2e     | 60 000 |
| 27 septembre 2007 | Phase de poules, 2e journée  | PSV Eindhoven | Dom. | 0 - 1 | -                              | 4e     | 23 500 |
| 18 octobre 2007   | Phase de poules, 3e journée  | Liverpool FC  | Dom. | 0 - 1 | -                              | 4e     | 31 471 |
| 31 octobre 2007   | Phase de poules, 4e journée  | Liverpool FC  | Ext. | 3 - 0 | -                              | 4e     | 41 978 |
| 22 novembre 2007  | Phase de poules, 5e journée  | Galatasaray   | Dom. | 3 - 1 | Alonso - Laslandes - Faubert   | 3e     | 22 834 |
| 5 décembre 2007   | Phase de poules, 6e journée  | PSV Eindhoven | Ext. | 1-3   | Faubert - Dalmat - Darcheville | 3e     | 30 000 |

### Coupe UEFA
Reversés en Coupe de l'UEFA grâce à leur 3e place obtenue en Ligue des Champions, les Girondins bénéficient d'un bon tirage au sort les opposant au club espagnol d'Osasuna. La qualification se joua en Espagne, les deux équipes ne s'étant pas départagées à l'aller. A quelques secondes de la fin du match, durant les prolongations, le club bordelais s'inclinera sur un corner inscrit par Javad Nekounam.
| Date            | Tour         | Adversaire        | Lieu | Score    | Buteurs | Public |
| --------------- | ------------ | ----------------- | ---- | -------- | ------- | ------ |
| 14 février 2008 | 1/16e aller  | Osasuna Pampelune | Dom. | 0 - 0    | -       | 16 026 |
| 22 février 2008 | 1/16e retour | Osasuna Pampelune | Ext. | 1-0 (ap) | -       | 19 200 |